# 王度 (东汉)
王度（?—?），颍川郡颍阳县（今河南省襄城县）人。东汉列侯，淮陵侯王霸的孙子。
王霸是云台二十八将之一，辅佐刘秀打天下，是东汉的开国功臣。历封关内侯、王乡侯、富波侯、向侯、淮陵侯。永平二年（59年），王霸去世。儿子王符嗣爵淮陵侯，后来改封轪侯。王符就是王度的父亲。王符去世后，王度嗣爵轪侯。永平十七年（74年），汉明帝皇女刘仲封浚仪公主。汉章帝时，王度娶浚仪长公主，官至黄门侍郎。王度去世后，儿子王歆嗣爵轪侯。